# Estrategia Misión Cero
Estrategia Misión Cero, o por sus siglas EMC, es una iniciativa mexicana impulsada por sociedad civil, academia e iniciativas privadas que busca fomentar la seguridad vial desde el enfoque sistémico propuesto por la Organización Mundial de la Salud (OMS). Este modelo tiene como objetivo reducir a cero todos aquellos riesgos viales mediante políticas públicas basadas en evidencia, que prioricen en mejoras sustanciales de infraestructura y que pongan la escala humana en el centro de la toma de decisiones.
La iniciativa surgió en 2018 después de un año de cocreación junto a sociedad civil y academia. El lanzamiento se realizó en tres ciudades: Monterrey, Ciudad de México y Guadalajara, sin embargo, actualmente se encuentra en colaboración con más de 80 organizaciones de la sociedad civil impulsando proyectos en más de 20 estados de la república mexicana, beneficiando a más de 21 mil personas que pertenecen a los grupos de transeúntes, ciclistas, adultos mayores y personas con discapacidad.

### Ejes de acción de la EMC
Estrategia Misión Cero cuenta con tres ejes de acción y un eje transversal: academia, intervenciones, agenda y comunicación.
- Academia CERO: eje que busca generar y transmitir saberes a tomadores de decisiones, colectivos, iniciativa privada y académicos para fortalecer capacidades en el enfoque sistémico de la seguridad vial.

- Intervenciones CERO: eje de acción en territorio, busca diagnosticar, socializar y activar a la comunidad y grupos vecinales para intervenir entornos peligrosos hasta lograr hacer entorno cero riesgos viales.

- Agenda CERO: brinda acompañamiento a los gobiernos locales, estatales y federales para impulsar políticas y obra pública, actualizar reglamentos de tránsito o leyes de movilidad y fortalecer capacidades en tomadores de decisión.

- Comunicación: este eje transversal está enfocado en difundir buenas prácticas, las acciones en territorio, sensibilizar sobre seguridad vial y consolidar una comunidad digital que habla, discute y debate sobre el derecho a la movilidad en condiciones de seguridad, accesibilidad, dignidad y sostenibilidad.

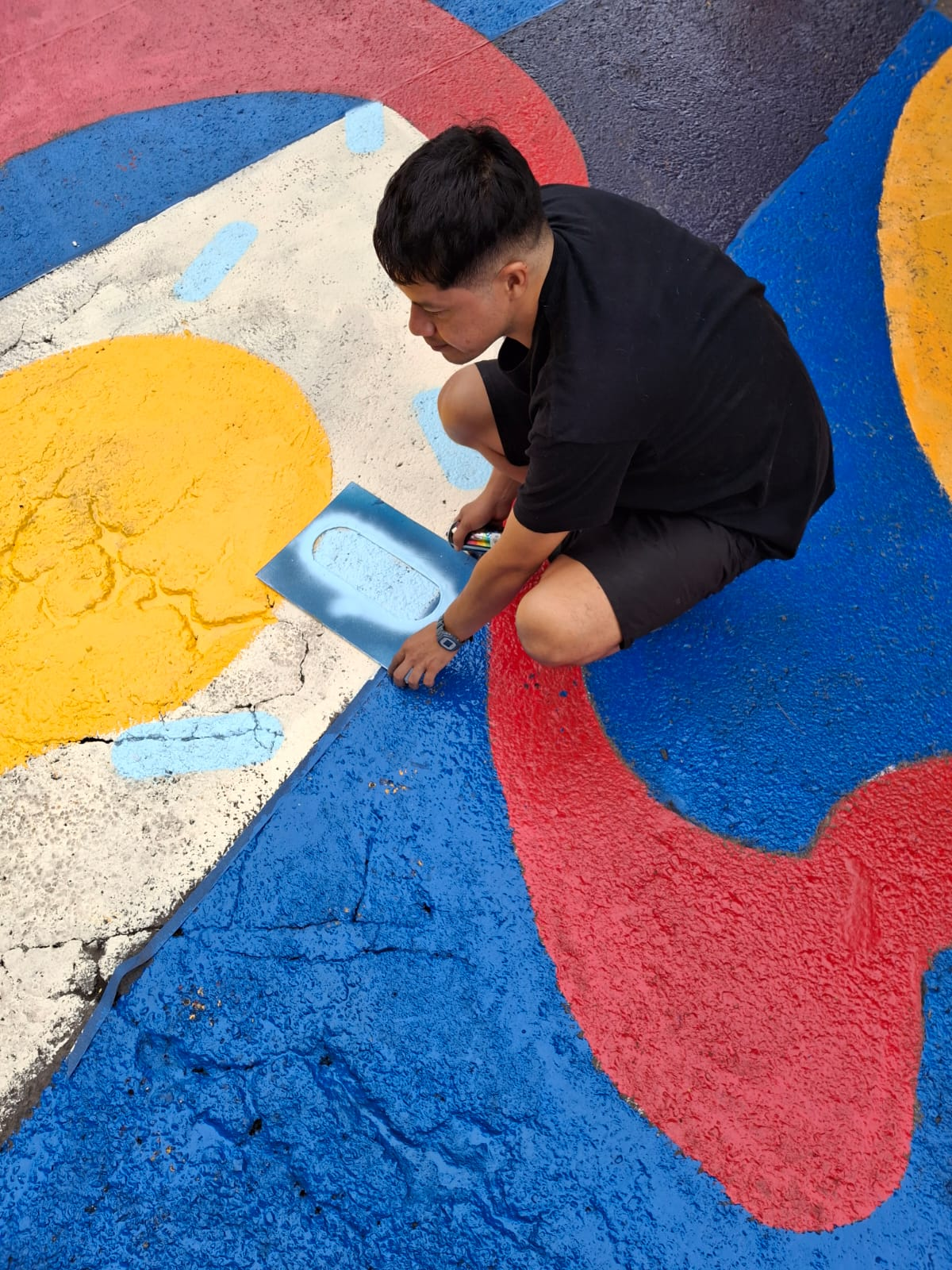
Activistas, transeúntes, infancias, ciclistas y comunidad civil intervienen cruces peatonales a través del urbanismo táctico en Querétaro.

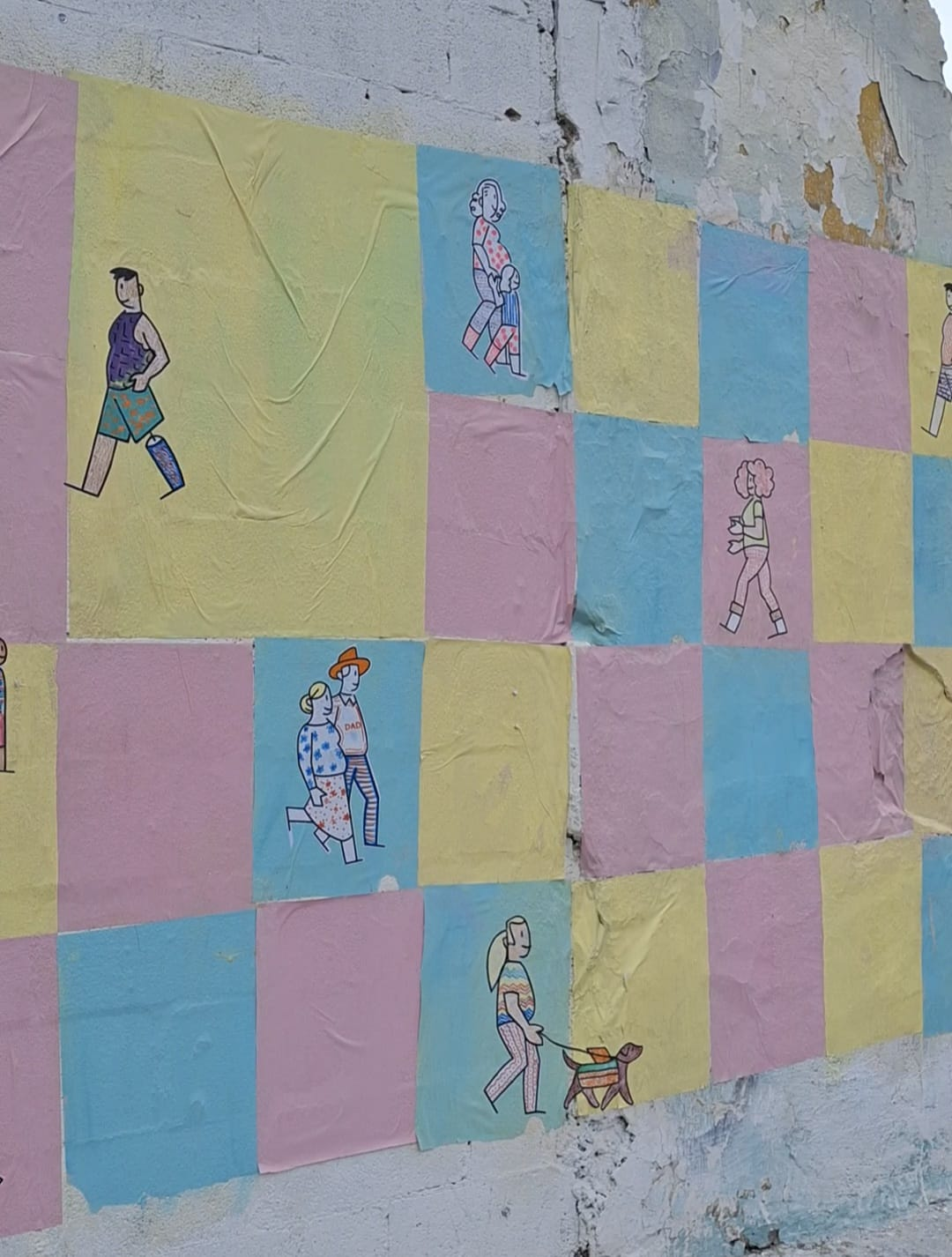
Urbanismo táctico impulsado por Estrategia Misión Cero en Querétaro en el marco del 10mo Congreso Peatonal 2024